# Associação Portuguesa de Desportos
Associação Portuguesa de Desportos, normalt kaldet Portuguesa eller Lusa, er en sportsklub og et fodboldhold fra São Paulo i delstaten São Paulo, Brasilien. Klubben blev grundlagt den 14. august 1920 af den portugisiske befolkning i byen .

## Historie

### Grundlæggelse
Den 14. august 1920 (samme dag som slaget ved Aljubarrota i 1385) mødtes de fem Paulista-klubber, der repræsenterer det portugisiske samfund i São Paulo (Lusíadas Futebol Club, Portugal Marinhense, Associação Cinco de Outubro, Associação Atlética Marquês de Pombal og Esporte Club Lusitano ) i Salão da Câmara Portuguesa de Comércio for at fusionere og grundlagde Associação Portuguesa de Esportes. De valgte Portugals farver: grøn og rød. Klubben fusionerede med Mackenzie College i 1920 og blev derefter omdøbt til Mackenzie-Portuguesa. 

### 1940'erne og 1950'erne
I 1940 ændrede klubben navn til Associação Portuguesa de Desportos, dets nuværende navn. I 1956 købte Portuguesa fra São Paulo et stort stykke jord beliggende i grænserne mellem det nordøstlige og centrum af byen. I landet blev Canindé stadion bygget samt det officielle hovedkvarter og kontorer.